# Gigan
Gigan (jap. ガイガン Gaigan) – dai-kaijū (wielki potwór) z serii filmów o Godzilli. Po raz pierwszy pojawił się w filmie Godzilla kontra Gigan z 1972 roku. Gigan jest cyborgiem, łączącym zarówno części mechaniczne, jak i biologiczne. Jest nieraz uznawany za najbrutalniejszego przeciwnika Godzilli, jednego z niewielu, który zdołał przebić skórę potwora w serii Showa. Pomimo bardzo słabo rozbudowanego kostiumu i niskiej jakości filmów, w których się pojawiał, Gigan jest uznawany przez wielu fanów (wliczając Ryuhei Kitamurę, reżysera Godzilla: Ostatnia Wojna) za jednego z najlepszych potworów, a jego wygląd w filmie Godzilla: Ostatnia wojna – za jedną z najlepszych przeróbek wyglądu w historii.

## Historia

### Seria Showa
W filmie Godzilla kontra Gigan potwór został wezwany na Ziemię przez kosmitów z mgławicy M, wraz z Królem Ghidorą, aby zniszczyć ludzkość. Naprzeciw wyszli im Godzilla i Anguirus, którzy po brutalnym pojedynku zdołali zmusić ich do powrotu w kosmos.
Rok później, w filmie Godzilla kontra Megalon Gigan został wezwany przez Seatopian, aby wspomóc Megalona w krucjacie przeciwko ludzkości. Ludzki cyborg, Jet Jaguar, zdołał odnaleźć Godzillę i przekonać go, aby pomógł mu w walce. Gigan został przepędzony w kosmos, a Megalon – pod ziemię.
Gigan pojawił się także w serialu Zone Fighter, gdzie został dwukrotnie pokonany przez Godzillę i ostatecznie zabity przez Zone Fightera.

### Seria Shinsei
W 2020 roku ciało Gigana zostało wydobyte w zmumifikowanym stanie. Gdy Xilieni rozpoczęli atak na Ziemię, kontrolujący potwory przywódca obcych obudził Gigana, który został wysłany, aby powstrzymać Gotengo przed obudzeniem Godzilli. Plan zawiódł i Gigan po krótkiej walce został zdekapitowany przez podmuch Króla Potworów.
Wkrótce jednak naprawiony Gigan wrócił, aby pomóc Monstrum X w walce z Godzillą w ruinach Tokio. Gdy do walki włączyła się Mothra, Gigan wystrzelił ku niej dwa dyski, ale ich awaria spowodowana pyłem Mothry sprawiła, że zawróciły i po raz drugi Gigan stracił głowę.